# Хернічешть
Хернічешть, Хернічешті (рум. Hărnicești) — село у повіті Марамуреш в Румунії. Входить до складу комуни Десешть.
Село розташоване на відстані 409 км на північний захід від Бухареста, 26 км на північний схід від Бая-Маре, 113 км на північ від Клуж-Напоки.

## Населення
За даними перепису населення 2002 року у селі проживали 635 осіб.
Національний склад населення села:
| Національність | Кількість осіб | Відсоток |
| -------------- | -------------- | -------- |
| румуни         | 627            | 98,7%    |
| цигани         | 8              | 1,3%     |

Рідною мовою назвали:
| Мова      | Кількість осіб | Відсоток |
| --------- | -------------- | -------- |
| румунська | 627            | 98,7%    |
| циганська | 8              | 1,3%     |